# 陈世瑶
陈世瑶（CHEN Shiyao，1988年11月1日—），河南洛阳人，中国女子体育舞蹈运动员。

## 簡介
陈世瑶的父母在她小学二年级时就將她送進洛阳市春芽国际体育舞蹈俱乐部练习舞蹈。至2001年，陈世瑶轉到秦皇岛体育舞蹈专科学校，繼續學習芭蕾舞和民族舞。2003年，她已在全国体育舞蹈锦标赛职业B组取得亚军。
2005年，陈世瑶受北京舞蹈学院聘任為舞蹈導師；但她在一年後便毅然辭職，往广州体育学院报考体育艺术系。在大学4年间，陈世瑶参加过许多舞蹈比赛，並曾贏得亚洲室内运动会桑巴比赛金牌及在2009年與范文博出戰香港东亚运动会體育舞蹈比賽，贏得森巴舞及倫巴舞两枚金牌。
2010年11月，陈世瑶代表中國出戰廣州亞運會，與范文博合作參加體育舞蹈比賽的拉丁舞-牛仔項目，奪得金牌。

## 個人生活
陈世瑶的表舅父為奥运会乒乓球冠军刘国梁。 

## 外部連結
- 2010年亚洲运动会中国代表团 - 陈世瑶 （页面存档备份，存于）